# Crocefieschi
Crocefieschi là một đô thị ở tỉnh Genova thuộc vùng Liguria, nằm ở vị trí cách khoảng 20 km về phía đông bắc của Genova. Tại thời điểm ngày 31 tháng 12 năm 2004, đô thị này có dân số 604 người và diện tích là 11.6 km².
Đô thị Crocefieschi có các frazioni (đơn vị cấp dưới, chủ yếu là thôn làng) Crebaia, Crosi, Preria, Strassera, Vallegge, và Vallemara.
Crocefieschi giáp các đô thị sau: Busalla, Savignone, Valbrevenna, Vobbia.